# Радлув (гміна, Опольське воєводство)
Гміна Радлув (пол. Gmina Radłów) — сільська гміна у південно-західній Польщі. Належить до Олеського повіту Опольського воєводства.
Станом на 31 грудня 2011 у гміні проживало 4473 особи.

## Площа
Згідно з даними за 2007 рік площа гміни становила 116.73 км², у тому числі:
- орні землі: 59.00%
- ліси: 36.00%

Таким чином, площа гміни становить 11.99% площі повіту.

## Населення
Станом на 31 грудня 2011:
| Опис     | Загалом | Загалом | Чоловіки | Чоловіки | Жінки | Жінки |
| -------- | ------- | ------- | -------- | -------- | ----- | ----- |
| одиниця  | осіб    | %       | осіб     | %        | осіб  | %     |
| все      | 4473    | 100     | 2192     | 49.01    | 2281  | 50.99 |
| міське   | 0       | 100     | 0        |          | 0     |       |
| сільське | 4473    | 100     | 2192     | 49.01    | 2281  | 50.99 |

## Сусідні гміни
Гміна Радлув межує з такими гмінами: Ґожув-Шльонський, Кшепіце, Олесно, Прашка, Рудники.